# Rune Turesson
Karl Rune Turesson, född 7 november 1921 i Degerfors församling (numera Vindelns församling), Västerbottens län, död 15 juni 1992 i Båstads församling, Kristianstads län
, var en svensk skådespelare. 
Han var gift från 1946 med Barbro Stenberg(1921-2012). Tillsammans hade de sonen Clas-Göran Turesson, även han skådespelare.

## Filmografi i urval
- 1955 – Blå himmel
- 1956 – Där möllorna gå...
- 1958 – Bock i örtagård
- 1965 – Arken
- 1966 – Blå gatan (TV-serie)
- 1969 – Ni ljuger
- 1970 – Endräkt
- 1971 – Lavforsen – by i Norrland (TV-serie)
- 1972 – Stora skälvan (TV-serie)
- 1972 – Rävspel (TV-serie)
- 1973 – Bröd för dagen (TV-serie)
- 1974 – Rulle på Rullseröd (TV-serie)
- 1974 – Diskrummet
- 1974 – Galenpannan
- 1975 – Jourhavande (TV-serie)
- 1976 – Raskens (TV-serie)
- 1977 – Lära för livet (TV-serie)
- 1977 – Soldat med brutet gevär (TV-serie)
- 1977 – Väljarnas förtroende
- 1979 – Charlotte Löwensköld
- 1979 – Mor gifter sig (TV-serie)
- 1979 – Skeppsredaren (TV-serie)
- 1980 – Lycka till (TV-serie)
- 1980 – Bröllop med förhinder (TV-serie)
- 1981 – Pappa och himlen
- 1981 – Babels hus (TV-serie)
- 1981 – Fem dagar i december (TV-serie)
- 1982 – Flygande service (TV-serie)
- 1982 – Om kärlek är... (TV-serie)
- 1982 – Polisen som vägrade svara (TV-serie)
- 1982 – Flickan som inte kunde säga nej (TV-film)
- 1983 – Nilla (TV-serie)
- 1983 – Vid din sida (TV-serie)
- 1983 – Doktorn i byn (TV-serie)
- 1984 – Tryggare kan ingen vara ... (TV-serie)
- 1984–1988 – Träpatronerna (TV-serie)
- 1986 – Gösta Berlings saga (TV-serie)
- 1987 – Hästens öga (TV-serie)
- 1991 – Rosenholm (TV-serie)
- 1991 – Villfarelser
- 1992 – Lotta på Bråkmakargatan
- 1993 – Rosenbaum (TV-serie)
- 1993 – Macklean (TV-serie)

## Teater

### Roller (ej komplett)
| År   | Roll                           | Produktion                                                                        | Regi                                             | Teater                                  |
| ---- | ------------------------------ | --------------------------------------------------------------------------------- | ------------------------------------------------ | --------------------------------------- |
| 1946 | Jim O'Connor                   | Glasmenageriet (The Glass Menagerie) Tennessee Williams                           | Lars-Levi Læstadius                              | Helsingborgs stadsteater                |
| 1946 | Andra kavaljeren               | Eklöv och lavendel (Oak Leaves and Lavender) Seán O'Casey                         | Lars-Levi Læstadius                              | Helsingborgs stadsteater                |
| 1946 | Arbetskarl 2                   | Den ljusnande tid Alf Henrikson                                                   | Lars-Levi Læstadius                              | Helsingborgs stadsteater                |
| 1947 | Claudio, en ung adelsman       | Lika för lika (Measure for Measure) William Shakespeare                           | Lars-Levi Læstadius                              | Helsingborgs stadsteater                |
| 1947 | Karl                           | Peppar och salt (Essig und Öl) Siegfried Geyer och Paul Frank                     | Lars-Levi Læstadius                              | Helsingborgs stadsteater                |
| 1947 | Nils Nilsson Styvhatten        | Kranes konditori Cora Sandel                                                      | Lars-Levi Læstadius                              | Helsingborgs stadsteater                |
| 1947 | Frédéric                       | Romeo och Jeanette (Roméo et Jeannette) Jean Anouilh                              | Lars-Levi Læstadius                              | Helsingborgs stadsteater                |
| 1947 | Adolphe                        | Höst Bengt Blomgren                                                               | Lars-Levi Læstadius                              | Helsingborgs stadsteater                |
| 1947 | Medverkande                    | Fängslande men flyktigt, revy                                                     | Gunnar Ekström Sture Ericson Lars-Levi Læstadius | Helsingborgs stadsteater                |
| 1948 | Holger Nielsen                 | Efteråt (Efter) Carl Erik Soya                                                    | Lars-Levi Læstadius                              | Helsingborgs stadsteater                |
| 1948 | Paul Verall                    | Född i går (Born Yesterday) Garson Kanin                                          | Gunnar Ekström                                   | Helsingborgs stadsteater                |
| 1948 | Osip                           | Revisorn (Ревизор, Revizor) Nikolaj Gogol                                         | Lars-Levi Læstadius                              | Helsingborgs stadsteater                |
| 1948 | Slick                          | All världens rikedom(Tous les biens de ce monde) Jean-Paul Sartre                 | Lars-Levi Læstadius                              | Helsingborgs stadsteater                |
| 1948 | Mjölnaren                      | Rödluvan (Rotkäppchen) Robert Bürkner                                             | Börje Nyberg                                     | Helsingborgs stadsteater                |
| 1948 | Medverkande                    | Titt in på Tittut, revy Rune Moberg och Tylle Herlin                              | Lars-Levi Læstadius                              | Helsingborgs stadsteater                |
| 1949 | Jean                           | Fröken Julie August Strindberg                                                    | Gunnar Ekström                                   | Helsingborgs stadsteater                |
| 1949 | Steve Hubbell                  | Längtans spårvagn (A Streetcar Named Desire) Tennessee Williams                   | Lars-Levi Læstadius                              | Helsingborgs stadsteater                |
| 1949 | Brian Curtis                   | Diana går på jakt (French Without Tears) Terence Rattigan                         | Gunnar Ekström                                   | Helsingborgs stadsteater                |
| 1949 | Kameldrivaren                  | Upptäcktsresanden Stig Dagerman                                                   | Mats Johansson                                   | Helsingborgs stadsteater                |
| 1949 | Han                            | Dialog Bengt Blomgren                                                             | Börje Nyberg                                     | Helsingborgs stadsteater                |
| 1949 | Horace Frédéric                | Slottsbalen (L'Invitation au château) Jean Anouilh                                | Börje Nyberg                                     | Helsingborgs stadsteater                |
| 1949 | Roland                         | Askungen                                                                          | Arne Ragneborn                                   | Helsingborgs stadsteater                |
| 1949 | Gustave                        | Lilla helgonet (Mam'zelle Nitouche) Hervé, Henri Meilhac och Albert Millaud       | Mats Johansson                                   | Helsingborgs stadsteater                |
| 1950 | Biff                           | En handelsresandes död (Death of a Salesman) Arthur Miller                        | Lars-Levi Læstadius                              | Helsingborgs stadsteater                |
| 1950 | Hammon                         | Skomakarens frimåndag (The Shoemaker's Holiday) Thomas Dekker                     | Lars-Levi Læstadius                              | Helsingborgs stadsteater                |
| 1951 |                                | Colombe Jean Anouilh                                                              | Henrik Dyfverman                                 | Malmö stadsteater                       |
| 1952 | Frans Flöjt                    | Mordet i Barjärna Ingmar Bergman                                                  | Ingmar Bergman                                   | Malmö stadsteater                       |
| 1952 |                                | Greve Öderland (Graf Öderland) Max Frisch                                         | Lars-Levi Læstadius                              | Malmö Stadsteater                       |
| 1952 | Mats                           | Kronbruden August Strindberg                                                      | Ingmar Bergman                                   | Malmö stadsteater                       |
| 1953 | Arthur                         | Slottet (Das Schloss) Max Brod efter en roman av Franz Kafka                      | Ingmar Bergman                                   | Malmö stadsteater                       |
| 1954 | Molvik                         | Vildanden Henrik Ibsen                                                            | Lars-Levi Laestadius                             | Malmö stadsteater                       |
| 1955 | Sergeant Gregovich             | Thehuset Augustimånen (The Teahouse of the August Moon) John Patrick              | Ingmar Bergman                                   | Malmö stadsteater                       |
| 1955 | Aktören                        | Trämålning Ingmar Bergman                                                         | Ingmar Bergman                                   | Malmö stadsteater                       |
| 1955 |                                | Donadieu Fritz Hochländer                                                         | Lars-Levi Læstadius                              | Malmö stadsteater                       |
| 1955 |                                | Revisorn (Ревизор, Revizor) Nikolaj Gogol                                         | Lars-Levi Læstadius                              | Malmö stadsteater                       |
| 1956 |                                | Fruar på vift (Le Dindon) Georges Feydeau                                         | Yngve Nordwall                                   | Malmö stadsteater                       |
| 1956 |                                | Trojanska kriget blir inte av (La Guèrre de Troie n'aura pas lieu) Jean Giraudoux | Lars-Levi Laestadius                             | Malmö stadsteater                       |
| 1956 |                                | Kittelflickarens bröllop (The Tinker's Wedding) John Millington Synge             | Mats Johansson                                   | Malmö stadsteater                       |
| 1957 |                                | Millionen (To Dorothy, a Son) Roger MacDougall                                    | Yngve Nordwall                                   | Malmö stadsteater                       |
| 1957 | Hussein                        | Peer Gynt Henrik Ibsen                                                            | Ingmar Bergman                                   | Malmö stadsteater                       |
| 1957 |                                | Eurydike (Eurydice) Jean Anouilh                                                  | Lars-Levi Laestadius                             | Malmö stadsteater                       |
| 1958 |                                | Månfåglarna (Les oiseaux de lune) Marcel Aymé                                     | Yngve Nordwall                                   | Malmö stadsteater                       |
| 1959 | Doktor Bradman                 | Min fru går igen (Blithe Spirit) Noël Coward                                      | Frank Sundström                                  | Malmö stadsteater                       |
| 1962 | Förste guden                   | Den goda människan från Sezuan (Der gute Mensch von Sezuan) Bert Brecht           | Staffan Aspelin                                  | Göteborgs stadsteater, 9 november 1962  |
| 1963 |                                | Vem är rädd för Virginia Woolf? (Who's Afraid of Virginia Woolf?) Edward Albee    | Yngve Nordwall                                   | Göteborgs stadsteater, 18 oktober 1963  |
| 1963 | Simeon                         | Blodet ropar under almarna (Desire Under the Elms) Eugene O'Neill                 | Mats Johansson                                   | Göteborgs stadsteater, 29 november 1963 |
| 1963 | Artemij Filippovitj Zemljanika | Revisorn (Ревизор, Revizor) Nikolaj Gogol                                         | Johan Falck                                      | Göteborgs stadsteater, 16 oktober 1964  |
| 1985 | Samuel Bjong                   | Panik i Rölleby Anna Bondestam                                                    | Bengt Ahlfors                                    | Helsingborgs stadsteater                |
| 1986 | Stewart                        | Ett nät av lögner (Pack of Lies) Hugh Whitemore                                   | Hans Polster                                     | Helsingborgs stadsteater                |
| 1987 | Piet                           | Några överlever torkan (A Lesson from Aloes) Athol Fugard                         | Hans Polster                                     | Helsingborgs stadsteater                |
| 1988 | Kent                           | Kung Lear (King Lear) William Shakespeare                                         | Anita Blom                                       | Helsingborgs stadsteater                |
| 1989 |                                | Föreställningen Clas-Göran och Rune Turesson                                      | Clas-Göran Turesson                              | Helsingborgs stadsteater                |

## Radioteater
| År   | Roll   | Produktion                                          | Regi            |
| ---- | ------ | --------------------------------------------------- | --------------- |
| 1992 | Morgan | Chopins piano (Chopin's Piano) David Zane Mairowitz | Göran Stangertz |